# Mats Wenzel
Mats Wenzel (19 dicembre 2002) è un ciclista su strada e ciclocrossista lussemburghese che corre per l'Equipo Kern Pharma.

## Palmarès

### Strada
- 2020 (Juniores)

Campionati lussemburghesi, Prova a cronometro Junior
- 2024 (Lidl - Trek Future Racing)

Campionati lussemburghesi, Prova a cronometro Under-23
Campionati lussemburghesi, Prova in linea Under-23

#### Altri successi
- 2023 (Leopard Togt Pro Cycling)

Classifica scalatori Giro del Lussemburgo

### Cross
- 2019-2020 (Juniores)

Campionati lussemburghesi, Junior
- 2022-2023

Campionati lussemburghesi, Elite
- 2023-2024

Campionati lussemburghesi, Elite

## Piazzamenti

### Competizioni mondiali
- Campionati del mondo su strada

Yorkshire 2019 - In linea Junior: 42º
Fiandre 2021 - In linea Under-23: 26º
Wollongong 2022 - In linea Under-23: 67º
Glasgow 2023 - Cronometro Under-23: 36º
Glasgow 2023 - In linea Under-23: 20º
Zurigo 2024 - In linea Under-23: ritirato
- Campionati del mondo di ciclocross

Dübendorf 2020 - Junior: 26º

### Competizioni europee
- Campionati europei su strada

Alkmaar 2019 - In linea Junior: 57º
Plouay 2020 - In linea Junior: non partito
Trento 2021 - In linea Under-23: 57º
Anadia 2022 - In linea Under-23: 50º
Limburgo 2024 - In linea Under-23: 4º